# Lucetia distincta
Lucetia distincta is een spinnensoort in de taxonomische indeling van de Dwergcelspinnen (Oonopidae).
Het dier behoort tot het geslacht Lucetia. De wetenschappelijke naam van de soort werd voor het eerst geldig gepubliceerd in 1983 door Dumitrescu & Georgescu.